# Војислав Лакчевић
Војислав Војо Лакчевић (Улцињ, 30. јануар 1913 — Старо Грацко, код Липљана, 1. фебруар 1943) био је учесник Народноослободилачке борбе и народни херој Југославије.

## Биографија
Рођен је 30. јануара 1913. године у Улцињу. У родном месту је завршио основну и грађанску школу. Дружећи се са вршњацима албанске националности научио је албански језик. Пошто је потицао из сиромашне породице, чим је стасао за рад запослио се у улцињској солани. Овде се као млади радник прикључио синдикалној организације, а 1935. године је био примљен у чланство Комунистичке партије Југославије (КПЈ).
Године 1936, заједно са породицом се преселио из Улциња у село Батуша, код Ђаковице. Знање албанског језика му је умногоме олакшало боравак у новој средини. Као већ ангажовани члан КПЈ, у новој средини је брзо постао једна од водећих револуционарних личности. Године 1938. је формирао нови партијску ћелију КПЈ и био њен секретар. Активно је радио на прикупљању помоћи за интерниране југословенске добровољце, који су се борили у Шпанском грађанском рату. Учествовао је и у раду револуционарних омладинских организација, као и организација Савеза комунистичке омладине Југославије (СКОЈ). Јула 1940. године на Другој месној конференцији КПЈ за Ђаковицу био је изабран за члана Среског комитета КПЈ за Ђаковицу.
У Априлском рату 1941. године, учествовао је као војник 55. пука. Након капитулације Југословенске војске, био је заробљен у близини Скадра и потом депортован у логор. Захваљујући акцији комуниста из Скадра, био је избављен из логора. Након бекства из логора, из Скадра је отишао у Црну Гору, у Пјешивице, где је наставио са револуционарним радом. Заједно са највишим руководиоцима Покрајинског комитета КПЈ за Црну Гору и Боку активно је радио на организовању Тринаестојулског устанка. Када је у јулу 1941. године била формирана једна од првих партизанских јединица био је постављен за њеног политичког комесара.
Године 1942. године, на позив Окружног комитета КПЈ за Косово и Метохију заједно са Станком Бурићем је отишао на Косово. У пратњи двојице партизана Албанаца Џема и Мустафе, Војо и Станко су преко Чакора и Руговске клисуре дошли у Пећ, а касније прелазе у Витомирицу. Након кратког одмора, заједно са неколико другова су дошли у село Врело испод Голеша, где се тада налазио Окружни комитет КПЈ за Косово и Метохију.
Након доласка на Косово и Метохију Војислав Лакичевић су укључио у руководство Народноослободилачког покрета на Косову и Метохији. На Пленуму Окружног комитета КПЈ за Косово и Метохију, одржаном у селу Врело, Војо и Станко су били изабрани за чланове Окружног комитета. Када је 1943. године формиран Карадачки партизански одред, Војо је био именован за политичког секретара овог одреда, који је имао задатак да делује на Скопској Црној Гори. Због тешке ситуације на на овом терену, група бораца Одреда се упутила ка Неродимљу, а на том путу је 1. фебруара 1943. године застао у селу Старом Грацком, код Липљана. Партизани су овде били опкољени од стране италијанско-квинслишких снага, након чега се развила тешка и неравноправна борба у којој је погинуло свих осам чланова групе, осим једне партизанке која је била заробљена. Међу погинулим партизанима, поред Воје Лакчевића био је и командант овог Одреда Александар Урдаревски, народни херој.
Указом председника ФНРЈ Јосипа Броза Тита 27. новембра 1953. проглашен је за народног хероја.